# Walter Schmiedl
Walter Franz Schmiedl, auch fälschlicherweise geführt als Walter Schmiedel (* 5. März 1922 in Wien; † 30. Dezember 2001 ebenda) war ein österreichischer Architekt und Filmarchitekt.

## Leben
Schmiedl erhielt während des Zweiten Weltkriegs seine Berufsausbildung an der Akademie für angewandte Künste und sammelte bereits 1942 frühe praktische Erfahrungen als Junior-Szenenbildner an der Seite Julius von Borsodys bei Karl Hartls Mozart-Film Wen die Götter lieben. Nach dem Krieg stand Schmiedl gut ein Jahrzehnt lang der österreichischen Filmindustrie zur Verfügung und gestaltete, oftmals in Zusammenarbeit mit (zumeist filmerfahreneren) Kollegen wie Otto Niedermoser, Eduard Stolba, Sepp Rothauer und Theo Harisch, eine Reihe von Unterhaltungsfilmen ohne allzu künstlerischen Anspruch. Bereits 1958, nach einer letzten Kooperation mit Lehrmeister von Borsody, verließ Schmiedl die Zelluloidbranche wieder. Schmiedl starb zum Jahresende 2001 und wurde am 16. Jänner 2002 auf dem Wiener Zentralfriedhof zur letzten Ruhe gebettet.

## Filmografie (komplett)
- 1947: Singende Engel
- 1948: Der Engel mit der Posaune
- 1953: Dein Herz ist meine Heimat
- 1953: Eine Nacht in Venedig
- 1955: Symphonie in Gold
- 1956: Sonnenschein und Wolkenbruch
- 1957: Die Lindenwirtin vom Donaustrand
- 1957: Der schönste Tag meines Lebens
- 1957: Der Page vom Palast-Hotel
- 1958: Skandal um Dodo

## Einzelnachweis
1. ↑  Sterbedatum laut Filmarchiv Kay Weniger

| Personendaten    | Personendaten                                                  |
| ---------------- | -------------------------------------------------------------- |
| NAME             | Schmiedl, Walter                                               |
| ALTERNATIVNAMEN  | Schmiedl, Walter Franz (vollständiger Name); Schmiedel, Walter |
| KURZBESCHREIBUNG | österreichischer Architekt und Filmarchitekt                   |
| GEBURTSDATUM     | 5. März 1922                                                   |
| GEBURTSORT       | Wien                                                           |
| STERBEDATUM      | 30. Dezember 2001                                              |
| STERBEORT        | Wien                                                           |